# Renato Ballardini
Renato Ballardini, né le 21 octobre 1927 à Riva del Garda (province de Trente, royaume d'Italie) où il meurt le 15 février 2025, est un avocat et homme politique italien.

## Biographie
Durant la guerre de libération italienne (it), Renato Ballardini participe à la Résistance. Docteur de jurisprudence, il exerce la profession d'avocat.
De 1958 à 1979, il est député des IIIe et IVe, Ve VIe et VIIe législatures de la République italienne. Du 1er janvier 1964 au 1er janvier 1965, il est vice-président du Parti socialiste italien.
En 1981, il est exclu du Parti socialiste italien en raison de ses différends avec Bettino Craxi. En 1983, il est élu au conseil de la province autonome de Trente (conseil régional du Trentin-Haut-Adige) pour le Parti communiste italien. Il démissionne de cette fonction en 1986,.
Il meurt le 15 février 2025 à l'âge de 97 ans.

## Œuvre
- (it) I guizzi di un pesciolino... rosso, Il Margine, 2007.